# Кёк-Мойнок-Первое
Кёк-Мойнок-Первое (кирг. Көк-Мойнок-Биринчи) — село в Тонском районе Иссык-Кульской области Кыргызстана. Входит в состав Кёк-Мойнокского аильного округа. Код СОАТЕ — 41702 220 807 02 0.

## Население
По данным переписи 2009 года, в селе проживало 544 человека.